# Philomena Mwilu
Philomena Mbete Mwilu, née le 15 avril 1957, est une avocate et juge kényane, qui a occupé le poste de juge en chef adjointe du Kenya et de vice-présidente de la Cour suprême du Kenya à partir du 28 octobre 2016. Considérée comme ayant eu un rôle majeur dans l’invalidation de la réélection de Uhuru Kenyatta en août 2017, par la Cour Suprême alors présidée par David Maraga, une marque forte d’indépendance du pouvoir judiciaire, elle a été accusée de corruption, et même arrêtée et jugée, ce que ses avocats ont jugés anticonstitutionnels. Pour autant, à la suite du départ à la retraite du juge en chef David Maraga, et avant que Martha Koome ne soit nommée juge en chef, elle a exercé les fonctions de juge en chef par intérim et de présidente de la Cour suprême du Kenya du 11 janvier 2021 au 19 mai 2021, ce qui fait d'elle la première femme à occuper cette fonction (mais de façon intérimaire)). Elle a exercée au sein de cette Cour Suprême du Kenya à une époque charnière, marquée par la fin de l’exercice du pouvoir par la dynastie Kenyatta. 

## Biographie
Philomena Mwilu est née le 15 avril 1957 dans le comté de Makueni, et la localité de Kilala. Elle est mère de quatre enfants. Philomena Mwilu est l'épouse d'Amos Wako, lui-même juriste (il a été procureur général) et sénateur du comté de Busia.
Elle a étudié à l'Alliance Girls High School. Elle a ensuite étudié le droit à l'université de Nairobi, où elle a obtenu une licence en droit. En 1984, elle a été admise comme avocate à la Haute Cour du Kenya. Elle retourne à l'université de Nairobi pour obtenir un master en droit, dont elle est sortie diplômée en 2018,.
La longue carrière juridique de la juge Philomena Mbete Mwilu s'étend sur plus de 35 ans. Elle commence par exercer le droit au sein d'un cabinet d'avocat, le cabinet Muthoga Gaturu & Company en 1984, puis au cabinet Mutunga & Company Advocates. En juin 1991, elle est nommée responsable juridique à la Jubilee Insurance Company Limited (en), une compagnie d'assurance kényane, poste qu'elle occupe jusqu'en 1997.
De 1999 à 2001, elle est membre du conseil d'administration de la Jubilee Insurance Company Limited. 
De 1999 à 2001, elle est secrétaire du conseil d'administration du Conseil de régulation de l'électricité du Kenya, puis, de 2006 à 2007, elle est vice-présidente du tribunal de l'énergie. En 2007, elle a été directrice du conseil d'administration de la Nairobi Water and Sewerage Company, puis présidente des comités juridique et des ressources humaines du conseil d'administration, avant de rejoindre la magistrature kenyane.
Elle est nommée juge à la Haute Cour en 2008, d'abord à la division du tribunal de commerce de Nairobi. Elle est ensuite affectée  à la Haute Cour d'Eldoret. D'Eldoret, elle revient de nouveau à Nairobi où elle sert au sein de différents services dont la division criminelle de la Haute Cour. En novembre 2012, elle est nommée juge à la Cour d'appel du Kenya,.
En octobre 2016, elle est nommée au poste de juge en chef adjoint du Kenya, en remplacement de Kalpana Rawal, qui a atteint l'âge de la retraite obligatoire de 70 ans. Elle prête serment le 28 octobre 2016,.
La juge Mwilu a été l'un des juges qui ont traité la requête relative à l'élection présidentielle de 2017, aux côtés du juge en chef David Maraga. D'après certains analystes, son rôle au sein de la Cour Suprême a été décisif, dans cette décision historique où le pouvoir judiciaire dit non au pouvoir exécutif.
Lorsqu'une pétition a été déposée pour reporter une nouvelle élection prévue à la suite de l'annulation de l'élection présidentielle d'août et à une courte échéance, elle est l'un des juges qui ne se présente pas au tribunal pour analyser la demande, obligeant le juge en chef Maraga à ajourner l'audience. La veille de l'audience, sa voiture officielle a été la cible de tirs alors qu'elle circulait dans la circulation, et son chauffeur a été blessé par balle.
En août 2018, la juge Mwilu est arrêtée de façon spectaculaire dans ses bureaux du bâtiment de la Cour suprême et escortée jusqu'au siège de la Direction des enquêtes criminelles (Directorate of Criminal Investigations), puis, plus tard dans la soirée, au tribunal où elle est inculpée de plusieurs infractions liées à des transactions immobilières et de prêts avec l'Imperial Bank. 
Elle s'oppose à cette procédure pénale en faisant valoir qu'en tant qu'officier de justice, toute allégation d'irrégularité dans le paiement des impôts fonciers ne pouvait être prise en compte.
Un banc de trois juges de la Haute Cour rend un jugement sur sa requête en mai 2019, estimant que même si des procédures concurrentes pouvaient être engagées devant la Judicial Service Commission (en) et les tribunaux pénaux, la procédure était viciée car la Direction des enquêtes criminelles avait obtenu des preuves contre elle d'une manière illégale.
Lorsque le juge en chef David Maraga (et président de la Cour Suprême du Kenya) prend sa retraite, devenue obligatoire, le 11 janvier 2021 (comme le prévoit la Constitution du Kenya), ayant atteint l'âge de 70 ans, c'est Philomena Mwilu qui est appelée enn définitive à prendre la direction du pouvoir judiciaire en tant que juge en chef par intérim en attendant la nomination d'un juge en chef titulaire pour remplacer David Maraga. Alors que Philomena Mwilu commence à exercer les fonctions de président de la Cour suprême le 13 décembre 2020, David Maraga étant parti en congé avant sa retraite, la remise officielle définitive des instruments de pouvoir judiciaire a lieu officiellement le 11 janvier 2021. Elle prend ces fonctions en dépit d'une plainte déposée par un militant qui soutenait qu'elle ne devrait pas être nommée président de la Cour suprême par intérim alors qu'elle faisait l'objet d'une procédure judiciaire pour abus de pouvoir et corruption. Son mandat de juge en chef par intérim prend fin le 19 mai 2021 à la suite de la nomination de Martha Koome en tant que 15e juge en chef du Kenya, mais elle fait ensuite fonction d'adjointe, pendant quelques mois. À ce titre, elle est notamment appelée à confirmer l'élection de William Ruto à la présidence.